# Lasse-Oksanen-Trophäe

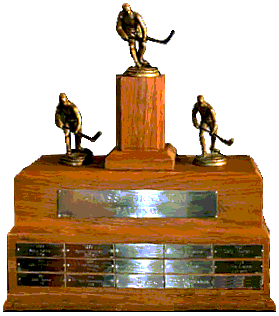
Lasse-Oksanen-Trophäe

Die Lasse-Oksanen-Trophäe ist eine Eishockey-Auszeichnung, die von der finnischen SM-liiga an den besten Spieler der Hauptsaison vergeben wird. Die Trophäe wurde nach dem ehemaligen finnischen Eishockeyspieler Lasse Oksanen benannt, der seine Karriere überwiegend bei Ilves verbrachte, mit denen er dreimal die finnische Meisterschaft gewann. Der 282-fache internationale wurde 1999 mit der Aufnahme in die IIHF Hall of Fame geehrt.

## Preisträger
| Saison    | Gewinner          | Team         |
| --------- | ----------------- | ------------ |
| 1948–49   | Unto Wiitala      | Karhu-Kissat |
| 1953–54   | Unto Wiitala      | Karhu-Kissat |
| 1955–56   | Unto Wiitala      | Karhu-Kissat |
| 1991–92   | Mikko Mäkelä      | TPS          |
| 1993–94   | Esa Keskinen      | TPS          |
| 1994–95   | Saku Koivu        | TPS          |
| 1995–96   | Juha Riihijärvi   | Lukko        |
| 1996–97   | Jani Hurme        | TPS          |
| 1997–98   | Raimo Helminen    | Ilves        |
| 1998–99   | Jan Čaloun        | HIFK         |
| 1999–2000 | Kai Nurminen      | TPS          |
| 2000–01   | Tony Virta        | TPS          |
| 2001–02   | Janne Ojanen      | Tappara      |
| 2002–03   | Antti Miettinen   | HPK          |
| 2003–04   | Timo Pärssinen    | HIFK         |
| 2004–05   | Tim Thomas        | Jokerit      |
| 2005–06   | Tony Salmelainen  | HIFK         |
| 2006–07   | Cory Murphy       | HIFK         |
| 2007–08   | Ville Leino       | Jokerit      |
| 2008–09   | Juuso Riksman     | Jokerit      |
| 2009–10   | Jori Lehterä      | Tappara      |
| 2010–11   | Ville Peltonen    | HIFK         |
| 2011–12   | Tomáš Záborský    | Ässät        |
| 2012–13   | Antti Raanta      | Ässät        |
| 2013–14   | Michael Keränen   | Ilves        |
| 2014–15   | Kim Hirschovits   | Blues        |
| 2015–16   | Kristian Kuusela  | Tappara      |
| 2016–17   | Mika Pyörälä      | Kärpät       |
| 2017–18   | Julius Junttila   | Kärpät       |
| 2018/19   | Oliwer Kaski      | Pelicans     |
| 2019/20   | Justin Danforth   | Lukko        |
| 2020/21   | Robin Press       | Lukko        |
| 2021/22   | Petrus Palmu      | Jukurit      |
| 2022/23   | Michael Joly      | HPK          |
| 2023/24   | Jerry Turkulainen | JYP          |
| 2024/25   | Atro Leppänen     | Vaasan Sport |

### Preisträger nach Mannschaften
- 6 Preisträger: TPS
- 5 Preisträger: HIFK
- 3 Preisträger: Jokerit, Karhu-Kissat, Lukko, Tappara
- 2 Preisträger: Ässät, Ilves, Kärpät, HPK
- 1 Preisträger: Blues, Jukurit, JYP, Pelicans, Vaasan Sport